# Малекорабар
Малекорабар (Малекоробар, Малекоребар, Малегебар) (д/н — бл. 283) — цариця (кандаке) Куша близько 265/266—283 років.

## Життєпис
За різними версіями була дружиною, сестрою або донькою царя Текерідеамані II. Малекорабар на думку більшості дослідників є тронним ім'ям. Про неї відомо лише з мероїтського напису з храму в Філах.
Про більшість панування обмаль відомостей. За її панування вимушена була вперше серед володарів Куша збройно протистояти нападам Аксуму на чолі із Ендубієм. Зуміла ще зберегти потугу, але торгівельні шляхи все більше переходили до аксумітів. 
Разом з тим дипломатичними або військовими заходами зуміла привернути на свій бік племена блемміїв, які спонукала нападати на Римський Єгипет. Цим вона забезпечила захист власних земель від кочівників та послабила Римську імперію, яка в цей час перебувала в кризі.
Померла близько 283 року. Поховано в піраміді №27 в Мерое. Спадкував їй син або небіж Єсебохеамані.